# Tunoe
Tunoe is een bestuurslaag in het regentschap Timor Tengah Utara van de provincie Oost-Nusa Tenggara, Indonesië. Tunoe telt 876 inwoners (volkstelling 2010).